# Trude, die Sechzehnjährige
Trude, die Sechzehnjährige ist ein deutsches Stummfilm-Lustspielmelodram aus dem Jahre 1926 von Conrad Wiene mit Anny Ondra in der Titelrolle.

## Handlung
Die kleine Probiermamsell Trude ist die 16-jährige Tochter eines Portiers, der seinen Lohn in einem großstädtischen Tingeltangel-Etablissement verdient. Dort haut ein alternder Baron, der schon bessere Zeiten erlebt hat, in die Klaviertasten, um sein Überleben zu sichern. Eines Tages begegnet Trude vor Ort dem todschicken Grafen Ferry, einem äußerst gutaussehenden Edelmann von blendender Statur. Prompt verliebt sie sich in ihn, und ihre Gefühle werden nach mehrmaliger Wiederbegegnung sogar erwidert. Alles könnte so schön sein, wäre da nicht die gräfliche Mutter, die diese Verbindung aus Standesdünkel-Gründen mit äußerst gerümpfter Nase zur Kenntnis nimmt. Da Trude alles andere als “comme il faut”, also nicht standesgemäß, ist, versucht die alte Gräfin Trude kurzerhand aus der Beziehung “herauszukaufen”. Doch Trude mag zwar arm sein, aber sie besitzt Moral und Anstand und denkt gar nicht daran, das Geld anzunehmen und dafür Abstand zu Graf Ferry zu halten. 
Ferry hat daraufhin einen Einfall. Um seiner Mutter und ihrem Standesgetue entgegenzukommen, will auch er das Problem mit Geld lösen, nur diesmal soll der abgetakelte Klavierspieler-Baron ins Spiel kommen. Ferry bietet diesem eine hübsche Summe an, Trude erst einmal zu heiraten und ihr damit einen standesgemäßen Nachnamen zu verpassen. Nach geschlossener Ehe könne man sich recht bald wieder scheiden lassen, und die nunmehr nobilitierte Trude wäre frei für ihren Grafen. Die ahnungslose Trude, noch immer gebrochenen Herzens und geschockt aufgrund der Art und Weise, wie man bei Grafens unliebsame Personen von der Familie fernhält, willigt ein. Als sie erfährt, dass dies alles nur ein großes, armseliges “Manöver” mit ihr als Spielball war, bricht sie nervlich zusammen. Dann aber lässt der schöne Ferry all seinen Charme spielen und überzeugt das mittlerweile wieder geschiedene Edelfräulein Trude, dass er sie aufrichtig und von ganzem Herzen liebt. Nun können beide endlich heiraten.

## Produktionsnotizen
Trude, die Sechzehnjährige entstand im März 1926 unter dem Arbeitstitel Die kleine Dingsda in den Filmstudios von Berlin-Staaken, passierte die Filmzensur am 31. März desselben Jahres und wurde am 28. Mai 1926 in Berlins Kammerlichtspielen uraufgeführt. Der mit Jugendverbot belegte Sechsakter maß eine Länge von 2193 Meter.
Die Filmbauten entwarf Robert A. Dietrich.

## Wissenswertes
Dieser Film bedeutete den Durchbruch der tschechischen Filmschauspielerin Anny Ondra in Deutschland.

## Kritik
Die linke Arbeiter-Zeitung wütete regelrecht gegen diese banale, harmlose Posse. Dort hieß es: „Dieser haarsträubende Unsinn enthält auch nicht eine Szene, die nicht schon ein dutzendmal zu sehen gewesen wäre. Aus dem Abfallkorb, in den abgenützte und unbrauchbare Motive geworfen werden, haben die Drehbuchschreiber ihre „Einfälle“ aufgelesen; aber sie begnügten sich nicht damit, die Handlung eines Kitschfilms notdürftig zusammenzustoppeln, sie pfropften der dummen Sache noch eine Moral auf, die natürlich lautet: Versuche nicht, in die „große Welt“ einzudringen, sei mit deiner Armut zufrieden und begehre nicht auf, denn die „große Welt“ bringt dir ohnehin höchstens Leid und Enttäuschungen! (…) Ebensowenig Einfälle wie der Verfasser Konrad Wiene hatte der Regisseur Konrad Wiene. Man merkt deutlich, wie schleuderhaft und interesselos da gearbeitet wurde. Der weibliche Star scheint auch keine Spur von Begabung und Eigenart zu haben. (…) Und die übrigen Darsteller stehen, ohne Führung, hilflos da.“.